# Odontomelus zambiensis
Odontomelus zambiensis är en insektsart som beskrevs av Nicholas David Jago 1995. Odontomelus zambiensis ingår i släktet Odontomelus och familjen gräshoppor. Inga underarter finns listade i Catalogue of Life.